# Luis Alberto Urrea
Luis Alberto Urrea (Tijuana, 20 agosto 1955) è uno scrittore statunitense d'origine messicana.

## Biografia
Nato nel 1955 a Tijuana da padre messicano e madre statunitense, vive a Naperville e insegna all'Università dell'Illinois a Chicago.
Laureatosi all'Università della California, San Diego e completati gli studi alla University of Colorado at Boulder, è tornato al suo paese d'origine per esplorare le sue radici messicane prima d'esordire nel 1993 con il saggio sul confine tra il Messico e gli Stati Uniti d'America Across the wire: life and hard times on the Mexican border.
Autore di romanzi, raccolte di racconti, memoir, poesie e saggi spesso incentrati sui temi dell'immigrazione e della ricerca della propria identità nel 2010 il suo racconto Amapola è stato insignito di un Edgar Award.

## Opere principali

### Romanzi
- In Search of Snow (1994)
- La figlia della curandera (The Hummingbird's Daughter, 2005), Roma, XL, 2010 traduzione di Adriano Angelini ISBN 978-88-6083-037-1.
- Into the Beautiful North (2009)
- Queen of America (2011)
- La casa degli angeli spezzati (The House of Broken Angels, 2018), Torino, Einaudi, 2020 traduzione di Marco Rossari ISBN 978-88-06-24276-3.

### Racconti
- Six Kinds of Sky (2002)
- The Water Museum (2015)

### Memoir
- Nobody's Son: Notes from an American Life (1998)
- Wandering Time: Western Notebooks (1999)

### Saggi
- Across the wire: life and hard times on the Mexican border (1993)
- By the Lake of Sleeping Children (1996)
- L' autostrada del diavolo: una storia vera (The Devil's Highway, 2004), Roma, XL, 2008 traduzione di Adriano Angelini ISBN 978-88-6083-016-6.
- Tijuana Book of the Dead (2015)

### Poesia
- The Fever of Being (1994)
- Ghost Sickness (1997)
- Vatos (2000)
- Walking Backwards in the Dark (2007)

## Premi e riconoscimenti
- American Book Awards: 1999 vincitore con Nobody's Son: Notes from an American Life[6]
- Premio Pulitzer per la saggistica: 2005 finalista con L'autostrada del diavolo: una storia vera
- Premio Kiriyama: 2006 vincitore con La figlia della curandera[7]
- Premio Edgar per il miglior racconto breve: 2010 vincitore con Amapola
- Premio PEN/Faulkner per la narrativa: 2016 finalista con The Water Museum: Stories